# Mimosophronica minettii
Mimosophronica minettii är en skalbaggsart som beskrevs av Teocchi 1990. Mimosophronica minettii ingår i släktet Mimosophronica och familjen långhorningar. Inga underarter finns listade i Catalogue of Life.